# Dennis Salanović
Dennis Salanović (Vaduz, 26 febbraio 1996) è un calciatore liechtensteinese, attaccante svincolato della nazionale liechtensteinese.

## Carriera

### Club
Il 3 gennaio 2024, Salanović si unisce ufficialmente allo York Utd, nella Canadian Premier League, con cui firma un contratto annuale, con opzione per un'ulteriore stagione.

### Nazionale
Ha esordito con la nazionale maggiore liechtensteinese il 4 settembre 2014 nell'amichevole persa per 3-0 contro la Bosnia ed Erzegovina. L'8 settembre 2019 ha realizzato il gol del definitivo 1-1 ad Atene contro la Grecia, rete che ha permesso ai suoi di ottenere il primo punto nelle qualificazioni al campionato europeo dopo oltre quattro anni.

## Statistiche

### Cronologia presenze e reti in nazionale
| Cronologia completa delle presenze e delle reti in nazionale ― Liechtenstein | Cronologia completa delle presenze e delle reti in nazionale ― Liechtenstein | Cronologia completa delle presenze e delle reti in nazionale ― Liechtenstein | Cronologia completa delle presenze e delle reti in nazionale ― Liechtenstein | Cronologia completa delle presenze e delle reti in nazionale ― Liechtenstein | Cronologia completa delle presenze e delle reti in nazionale ― Liechtenstein | Cronologia completa delle presenze e delle reti in nazionale ― Liechtenstein | Cronologia completa delle presenze e delle reti in nazionale ― Liechtenstein |
| Data                                                                         | Città                                                                        | In casa                                                                      | Risultato                                                                    | Ospiti                                                                       | Competizione                                                                 | Reti                                                                         | Note                                                                         |
| ---------------------------------------------------------------------------- | ---------------------------------------------------------------------------- | ---------------------------------------------------------------------------- | ---------------------------------------------------------------------------- | ---------------------------------------------------------------------------- | ---------------------------------------------------------------------------- | ---------------------------------------------------------------------------- | ---------------------------------------------------------------------------- |
| 4-9-2014                                                                     | Tuzla                                                                        | Bosnia ed Erzegovina                                                         | 3 – 0                                                                        | Liechtenstein                                                                | Amichevole                                                                   | -                                                                            | 62’                                                                          |
| 8-9-2014                                                                     | Chimki                                                                       | Russia                                                                       | 4 – 0                                                                        | Liechtenstein                                                                | Qual. Euro 2016                                                              | -                                                                            |                                                                              |
| 9-10-2014                                                                    | Vaduz                                                                        | Liechtenstein                                                                | 0 – 0                                                                        | Montenegro                                                                   | Qual. Euro 2016                                                              | -                                                                            |                                                                              |
| 12-10-2014                                                                   | Solna                                                                        | Svezia                                                                       | 2 – 0                                                                        | Liechtenstein                                                                | Qual. Euro 2016                                                              | -                                                                            |                                                                              |
| 15-11-2014                                                                   | Chișinău                                                                     | Moldavia                                                                     | 0 – 1                                                                        | Liechtenstein                                                                | Qual. Euro 2016                                                              | -                                                                            | 79’                                                                          |
| 27-3-2015                                                                    | Vaduz                                                                        | Liechtenstein                                                                | 0 – 5                                                                        | Austria                                                                      | Qual. Euro 2016                                                              | -                                                                            | 55’                                                                          |
| 31-3-2015                                                                    | Eschen                                                                       | Liechtenstein                                                                | 1 – 0                                                                        | San Marino                                                                   | Amichevole                                                                   | -                                                                            | 78’                                                                          |
| 10-6-2015                                                                    | Thun                                                                         | Svizzera                                                                     | 3 – 0                                                                        | Liechtenstein                                                                | Amichevole                                                                   | -                                                                            | 53’                                                                          |
| 5-9-2015                                                                     | Podgorica                                                                    | Montenegro                                                                   | 2 – 0                                                                        | Liechtenstein                                                                | Qual. Euro 2016                                                              | -                                                                            | 66’                                                                          |
| 8-9-2015                                                                     | Vaduz                                                                        | Liechtenstein                                                                | 0 – 7                                                                        | Russia                                                                       | Qual. Euro 2016                                                              | -                                                                            | 88’                                                                          |
| 23-3-2016                                                                    | Gibilterra                                                                   | Gibilterra                                                                   | 0 – 0                                                                        | Liechtenstein                                                                | Amichevole                                                                   | -                                                                            |                                                                              |
| 28-3-2016                                                                    | Marbella                                                                     | Fær Øer                                                                      | 3 – 2                                                                        | Liechtenstein                                                                | Amichevole                                                                   | -                                                                            | 84’                                                                          |
| 6-6-2016                                                                     | Reykjavík                                                                    | Islanda                                                                      | 4 – 0                                                                        | Liechtenstein                                                                | Amichevole                                                                   | -                                                                            |                                                                              |
| 31-8-2016                                                                    | Horsens                                                                      | Danimarca                                                                    | 5 – 0                                                                        | Liechtenstein                                                                | Amichevole                                                                   | -                                                                            | 79’                                                                          |
| 5-9-2016                                                                     | León                                                                         | Spagna                                                                       | 8 – 0                                                                        | Liechtenstein                                                                | Qual. Mondiali 2018                                                          | -                                                                            | 78’                                                                          |
| 6-10-2016                                                                    | Vaduz                                                                        | Liechtenstein                                                                | 0 – 2                                                                        | Albania                                                                      | Qual. Mondiali 2018                                                          | -                                                                            | 73’                                                                          |
| 9-10-2016                                                                    | Gerusalemme                                                                  | Israele                                                                      | 2 – 1                                                                        | Liechtenstein                                                                | Qual. Mondiali 2018                                                          | -                                                                            | 88’                                                                          |
| 12-11-2016                                                                   | Vaduz                                                                        | Liechtenstein                                                                | 0 – 4                                                                        | Italia                                                                       | Qual. Mondiali 2018                                                          | -                                                                            |                                                                              |
| 24-3-2017                                                                    | Vaduz                                                                        | Liechtenstein                                                                | 0 – 3                                                                        | Macedonia                                                                    | Qual. Mondiali 2018                                                          | -                                                                            | 87’                                                                          |
| 7-6-2017                                                                     | Turku                                                                        | Finlandia                                                                    | 1 – 1                                                                        | Liechtenstein                                                                | Amichevole                                                                   | -                                                                            | 70’                                                                          |
| 11-6-2017                                                                    | Udine                                                                        | Italia                                                                       | 5 – 0                                                                        | Liechtenstein                                                                | Qual. Mondiali 2018                                                          | -                                                                            | 60’                                                                          |
| 2-9-2017                                                                     | Elbasan                                                                      | Albania                                                                      | 2 – 0                                                                        | Liechtenstein                                                                | Qual. Mondiali 2018                                                          | -                                                                            |                                                                              |
| 5-9-2017                                                                     | Vaduz                                                                        | Liechtenstein                                                                | 0 – 8                                                                        | Spagna                                                                       | Qual. Mondiali 2018                                                          | -                                                                            |                                                                              |
| 14-12-2017                                                                   | Doha                                                                         | Qatar                                                                        | 1 – 2                                                                        | Liechtenstein                                                                | Amichevole                                                                   | 1                                                                            |                                                                              |
| 21-3-2018                                                                    | La Línea de la Concepción                                                    | Andorra                                                                      | 1 – 0                                                                        | Liechtenstein                                                                | Amichevole                                                                   | -                                                                            | 88’                                                                          |
| 25-3-2018                                                                    | Marbella                                                                     | Liechtenstein                                                                | 0 – 3                                                                        | Fær Øer                                                                      | Amichevole                                                                   | -                                                                            |                                                                              |
| 6-9-2018                                                                     | Erevan                                                                       | Armenia                                                                      | 2 – 1                                                                        | Liechtenstein                                                                | UEFA Nations League 2018-2019 - 1º turno                                     | -                                                                            | 72’                                                                          |
| 9-9-2018                                                                     | Vaduz                                                                        | Liechtenstein                                                                | 2 – 0                                                                        | Gibilterra                                                                   | UEFA Nations League 2018-2019 - 1º turno                                     | 1                                                                            | 30’                                                                          |
| 16-10-2018                                                                   | Gibilterra                                                                   | Gibilterra                                                                   | 2 – 1                                                                        | Liechtenstein                                                                | UEFA Nations League 2018-2019 - 1º turno                                     | 1                                                                            |                                                                              |
| 16-11-2018                                                                   | Vaduz                                                                        | Liechtenstein                                                                | 0 – 2                                                                        | Macedonia                                                                    | UEFA Nations League 2018-2019 - 1º turno                                     | -                                                                            |                                                                              |
| 19-11-2018                                                                   | Vaduz                                                                        | Liechtenstein                                                                | 2 – 2                                                                        | Armenia                                                                      | UEFA Nations League 2018-2019 - 1º turno                                     | -                                                                            |                                                                              |
| 23-3-2019                                                                    | Vaduz                                                                        | Liechtenstein                                                                | 0 – 2                                                                        | Grecia                                                                       | Qual. Euro 2020                                                              | -                                                                            |                                                                              |
| 26-3-2019                                                                    | Parma                                                                        | Italia                                                                       | 6 – 0                                                                        | Liechtenstein                                                                | Qual. Euro 2020                                                              | -                                                                            | 82’                                                                          |
| 8-6-2019                                                                     | Erevan                                                                       | Armenia                                                                      | 3 – 0                                                                        | Liechtenstein                                                                | Qual. Euro 2020                                                              | -                                                                            |                                                                              |
| 11-6-2019                                                                    | Vaduz                                                                        | Liechtenstein                                                                | 0 – 2                                                                        | Finlandia                                                                    | Qual. Euro 2020                                                              | -                                                                            |                                                                              |
| 5-9-2019                                                                     | Zenica                                                                       | Bosnia ed Erzegovina                                                         | 5 – 0                                                                        | Liechtenstein                                                                | Qual. Euro 2020                                                              | -                                                                            |                                                                              |
| 8-9-2019                                                                     | Atene                                                                        | Grecia                                                                       | 1 – 1                                                                        | Liechtenstein                                                                | Qual. Euro 2020                                                              | 1                                                                            |                                                                              |
| 12-10-2019                                                                   | Vaduz                                                                        | Liechtenstein                                                                | 1 – 1                                                                        | Armenia                                                                      | Qual. Euro 2020                                                              | -                                                                            | 10’                                                                          |
| 15-10-2019                                                                   | Vaduz                                                                        | Liechtenstein                                                                | 0 – 5                                                                        | Italia                                                                       | Qual. Euro 2020                                                              | -                                                                            |                                                                              |
| 15-11-2019                                                                   | Helsinki                                                                     | Finlandia                                                                    | 3 – 0                                                                        | Liechtenstein                                                                | Qual. Euro 2020                                                              | -                                                                            |                                                                              |
| 18-11-2019                                                                   | Vaduz                                                                        | Liechtenstein                                                                | 0 – 3                                                                        | Bosnia ed Erzegovina                                                         | Qual. Euro 2020                                                              | -                                                                            | 46’                                                                          |
| 8-9-2020                                                                     | Serravalle                                                                   | San Marino                                                                   | 0 – 2                                                                        | Liechtenstein                                                                | UEFA Nations League 2020-2021 - 1º turno                                     | -                                                                            | 90+3’                                                                        |
| 7-10-2020                                                                    | Lussemburgo                                                                  | Lussemburgo                                                                  | 1 – 2                                                                        | Liechtenstein                                                                | Amichevole                                                                   | -                                                                            |                                                                              |
| 10-10-2020                                                                   | Vaduz                                                                        | Liechtenstein                                                                | 0 – 1                                                                        | Gibilterra                                                                   | UEFA Nations League 2020-2021 - 1º turno                                     | -                                                                            |                                                                              |
| 13-10-2020                                                                   | Eschen                                                                       | Liechtenstein                                                                | 0 – 0                                                                        | San Marino                                                                   | UEFA Nations League 2020-2021 - 1º turno                                     | -                                                                            |                                                                              |
| 3-6-2021                                                                     | San Gallo                                                                    | Svizzera                                                                     | 7 – 0                                                                        | Liechtenstein                                                                | Amichevole                                                                   | -                                                                            |                                                                              |
| 11-11-2021                                                                   | Wolfsburg                                                                    | Germania                                                                     | 9 – 0                                                                        | Liechtenstein                                                                | Qual. Mondiali 2022                                                          | -                                                                            | 69’                                                                          |
| 25-3-2022                                                                    | San Pedro del Pinatar                                                        | Capo Verde                                                                   | 6 – 0                                                                        | Liechtenstein                                                                | Amichevole                                                                   | -                                                                            | 63’                                                                          |
| 29-3-2022                                                                    | San Pedro del Pinatar                                                        | Fær Øer                                                                      | 1 – 0                                                                        | Liechtenstein                                                                | Amichevole                                                                   | -                                                                            | 46’                                                                          |
| 16-11-2022                                                                   | Gibilterra                                                                   | Gibilterra                                                                   | 2 – 0                                                                        | Liechtenstein                                                                | Amichevole                                                                   | -                                                                            | 71’                                                                          |
| 17-6-2023                                                                    | Lussemburgo                                                                  | Lussemburgo                                                                  | 2 – 0                                                                        | Liechtenstein                                                                | Qual. Euro 2024                                                              | -                                                                            |                                                                              |
| 20-6-2023                                                                    | Vaduz                                                                        | Liechtenstein                                                                | 0 – 1                                                                        | Slovacchia                                                                   | Qual. Euro 2024                                                              | -                                                                            |                                                                              |
| 8-9-2023                                                                     | Zenica                                                                       | Bosnia ed Erzegovina                                                         | 2 – 1                                                                        | Liechtenstein                                                                | Qual. Euro 2024                                                              | -                                                                            | 83’                                                                          |
| 11-9-2023                                                                    | Bratislava                                                                   | Slovacchia                                                                   | 3 – 0                                                                        | Liechtenstein                                                                | Qual. Euro 2024                                                              | -                                                                            | 63’                                                                          |
| 13-10-2023                                                                   | Vaduz                                                                        | Liechtenstein                                                                | 0 – 2                                                                        | Bosnia ed Erzegovina                                                         | Qual. Euro 2024                                                              | -                                                                            | 33’ 90+7’                                                                    |
| 16-10-2023                                                                   | Reykjavík                                                                    | Islanda                                                                      | 4 – 0                                                                        | Liechtenstein                                                                | Qual. Euro 2024                                                              | -                                                                            | 90+1’                                                                        |
| 16-11-2023                                                                   | Vaduz                                                                        | Liechtenstein                                                                | 0 – 2                                                                        | Portogallo                                                                   | Qual. Euro 2024                                                              | -                                                                            | 90’                                                                          |
| 19-11-2023                                                                   | Vaduz                                                                        | Liechtenstein                                                                | 0 – 1                                                                        | Lussemburgo                                                                  | Qual. Euro 2024                                                              | -                                                                            |                                                                              |
| 7-6-2024                                                                     | Bucarest                                                                     | Romania                                                                      | 0 – 0                                                                        | Liechtenstein                                                                | Amichevole                                                                   | -                                                                            | 46’                                                                          |
| 10-10-2024                                                                   | Vaduz                                                                        | Liechtenstein                                                                | 1 – 0                                                                        | Hong Kong                                                                    | Amichevole                                                                   | -                                                                            | 83’                                                                          |
| 13-10-2024                                                                   | Vaduz                                                                        | Liechtenstein                                                                | 0 – 0                                                                        | Gibilterra                                                                   | UEFA Nations League 2024-2025 - 1º turno                                     | -                                                                            | 13’ 46’                                                                      |
| 14-11-2024                                                                   | Ta' Qali                                                                     | Malta                                                                        | 2 – 0                                                                        | Liechtenstein                                                                | Amichevole                                                                   | -                                                                            | 58’                                                                          |
| 22-3-2025                                                                    | Vaduz                                                                        | Liechtenstein                                                                | 0 – 3                                                                        | Macedonia del Nord                                                           | Qual. Mondiali 2026                                                          | -                                                                            | 62’                                                                          |
| 25-3-2025                                                                    | Vaduz                                                                        | Liechtenstein                                                                | 0 – 2                                                                        | Kazakistan                                                                   | Qual. Mondiali 2026                                                          | -                                                                            |                                                                              |
| Totale                                                                       |                                                                              | Presenze                                                                     | 64                                                                           |                                                                              | Reti                                                                         | 4                                                                            |                                                                              |

| Cronologia completa delle presenze e delle reti in nazionale ― Liechtenstein under 21 | Cronologia completa delle presenze e delle reti in nazionale ― Liechtenstein under 21 | Cronologia completa delle presenze e delle reti in nazionale ― Liechtenstein under 21 | Cronologia completa delle presenze e delle reti in nazionale ― Liechtenstein under 21 | Cronologia completa delle presenze e delle reti in nazionale ― Liechtenstein under 21 | Cronologia completa delle presenze e delle reti in nazionale ― Liechtenstein under 21 | Cronologia completa delle presenze e delle reti in nazionale ― Liechtenstein under 21 | Cronologia completa delle presenze e delle reti in nazionale ― Liechtenstein under 21 |
| Data                                                                                  | Città                                                                                 | In casa                                                                               | Risultato                                                                             | Ospiti                                                                                | Competizione                                                                          | Reti                                                                                  | Note                                                                                  |
| ------------------------------------------------------------------------------------- | ------------------------------------------------------------------------------------- | ------------------------------------------------------------------------------------- | ------------------------------------------------------------------------------------- | ------------------------------------------------------------------------------------- | ------------------------------------------------------------------------------------- | ------------------------------------------------------------------------------------- | ------------------------------------------------------------------------------------- |
| 5-3-2014                                                                              | Thun                                                                                  | Svizzera under 21                                                                     | 5 – 1                                                                                 | Liechtenstein under 21                                                                | Qual. Europeo Under-21 2015                                                           | -                                                                                     | 81’                                                                                   |
| 4-6-2014                                                                              | Eschen                                                                                | Liechtenstein under 21                                                                | 2 – 5                                                                                 | Ucraina under 21                                                                      | Qual. Europeo Under-21 2015                                                           | -                                                                                     | 63’                                                                                   |
| Totale                                                                                |                                                                                       | Presenze                                                                              | 2                                                                                     |                                                                                       | Reti                                                                                  | 0                                                                                     |                                                                                       |